# .sa

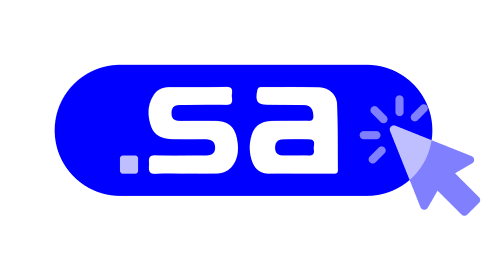
Logo domeniul.sa

.sa este un domeniu de internet de nivel superior, pentru Arabia Saudită (ccTLD).